# Álvaro IV av Kongo
Álvaro IV av Kongo, död 1636, var kung av Kongo mellan 1631 och 1636.